# Liste des codes IATA des aéroports/X
Liste des codes IATA des aéroports internationaux.
Le code de deux lettres qui suit la ville est la subdivision du pays (région, État…) selon la norme ISO 3166-2.
- A
- B
- C
- D
- E
- F
- G
- H
- I
- J
- K
- L
- M
- N
- O
- P
- Q
- R
- S
- T
- U
- V
- W
- X
- Y
- Z

- Haut – XA
- XB
- XC
- XD
- XE
- XF
- XG
- XH
- XI
- XJ
- XK
- XL
- XM
- XN
- XO
- XP
- XQ
- XR
- XS
- XT
- XU
- XV
- XW
- XX
- XY
- XZ

## XA
| AITA | OACI | Aéroport                     | Lieu                            |
| ---- | ---- | ---------------------------- | ------------------------------- |
| XAI  | ZHXY | Aéroport de Xinyang-Minggang | Xinyang, Chine                  |
| XAL  |      | Aéroport d'Alamos            | Alamos, Mexique                 |
| XAP  | SBCH | Aéroport de Chapecó          | Chapecó, Santa Catarina, Brésil |
| XAR  | DFOY | Aéroport d’Aribinda          | Aribinda, Burkina Faso          |
| XAU  | SOOS | Aérodrome de Saül            | Saül, France                    |

## XB
| AITA | OACI | Aéroport                                | Lieu                                      |
| ---- | ---- | --------------------------------------- | ----------------------------------------- |
| XBB  |      | Hydroaérodrome de Blubber Bay           | Blubber Bay, Colombie-Britannique, Canada |
| XBE  |      | Aéroport de Bearskin Lake               | Bearskin Lake, Ontario, Canada            |
| XBG  | DFEB | Aéroport de Bogandé                     | Bogandé, Burkina Faso                     |
| XBJ  | OIMB | Aéroport international de Birjand       | Birjand, Iran                             |
| XBK  | LFHS | Aérodrome de Bourg - Ceyzériat          | Bourg-en-Bresse, France                   |
| XBL  | HABB | Aéroport de Bedele                      | Bedele, Ethiopie                          |
| XBN  |      | Aérodrome de Biniguni                   | Biniguni, Papouasie-Nouvelle-Guinée       |
| XBO  | DFEA | Aéroport de Boulsa                      | Boulsa, Burkina Faso                      |
| XBR  |      | Aérodrome de Brockville Tackaberry (en) | Brockville, Ontario, Canada               |

## XC
| AITA | OACI | Aéroport                           | Lieu                             |
| ---- | ---- | ---------------------------------- | -------------------------------- |
| XCD  | FLH  | Aéroport de Chalon - Champforgeuil | Chalon-sur-Saône, France         |
| XCH  | YPXM | Aéroport de l'île Christmas        | Île Christmas, Australie         |
| XCL  |      | Aéroport de Cluff Lake (en)        | Cluff Lake, Saskatchewan, Canada |
| XCM  | CYCK | Aérodrome de Chatham-Kent (en)     | Chatham-Kent, Ontario, Canada    |
| XCN  |      | Aéroport de Coron                  | Coron, Philippines               |
| XCO  | YOLA | Aérodrome de Colac                 | Colac, Victoria, Australie       |
| XCR  | LFOK | Aéroport Châlons-Vatry             | Châlons-en-Champagne, France     |
| XCZ  | LFQV | Aérodrome de Charleville-Mézières  | Charleville-Mézières, France     |

## XD
| AITA | OACI | Aéroport               | Lieu                    |
| ---- | ---- | ---------------------- | ----------------------- |
| XDE  | DFOU | Aérodrome de Diébougou | Diébougou, Burkina Faso |
| XDJ  | DFCJ | Aérodrome de Djibo     | Djibo, Burkina Faso     |

## XE
| AITA | OACI | Aéroport                        | Lieu                               |
| ---- | ---- | ------------------------------- | ---------------------------------- |
| XEN  | ZYXC | Aéroport de Xingcheng           | Xingcheng, Chine                   |
| XES  |      | Aéroport de Grand Geneva-Resort | Lake Geneva, Wisconsin, États-Unis |

## XF
| AITA | OACI | Aéroport                          | Lieu                |
| ---- | ---- | --------------------------------- | ------------------- |
| XFN  | ZHXF | Aéroport de Xiangyang-Luiji       | Xiangyang, Chine    |
| XFW  | EDHI | Aéroport de Hambourg-Finkenwerder | Hambourg, Allemagne |

## XG
| AITA | OACI | Aéroport                     | Lieu                             |
| ---- | ---- | ---------------------------- | -------------------------------- |
| XGA  | DFOG | Aérodrome de Gaoua           | Gaoua, Burkina Faso              |
| XGG  | DFEG | Aéroport de Gorom Gorom      | Gorom-Gorom, Burkina Faso        |
| XGN  | FNXA | Aéroport de Xangongo         | Xangongo, Angola                 |
| XGR  | CYLU | Aéroport de Kangiqsualujjuaq | Kangiqsualujjuaq, Québec, Canada |

## XH
| AITA | OACI | Aéroport | Lieu |
| ---- | ---- | -------- | ---- |

## XI
| AITA | OACI | Aéroport                                 | Lieu                   |
| ---- | ---- | ---------------------------------------- | ---------------------- |
| XIC  | ZUXC | Aéroport de Xichang-Qingshan             | Xichang, Chine         |
| XIE  | VLXL | Aéroport de Xienglom                     | Xienglom, Laos         |
| XIG  |      | Aéroport de Xinguara                     | Xinguara, Pará, Brésil |
| XIJ  | OKAJ | Base aérienne Ahmad al-Jaber             | Koweït                 |
| XIL  | ZBXH | Aéroport de Xilinhot                     | Xilinhot, Chine        |
| XIN  | ZGXN | Aéroport de Xingning                     | Xingning, Chine        |
| XIY  | ZLXY | Aéroport international de Xi'an Xianyang | Xi'an, Chine           |

## XJ
| AITA | OACI | Aéroport                  | Lieu             |
| ---- | ---- | ------------------------- | ---------------- |
| XJD  | OTBH | Base militaire d'Al-Udeid | Al Oudeid, Qatar |
| XJM  | OPMA | Aéroport de Mangla        | Mangla, Pakistan |

## XK
| AITA | OACI | Aéroport               | Lieu                        |
| ---- | ---- | ---------------------- | --------------------------- |
| XKA  | DFEL | Aérodrome de Kantchari | Kantchari, Burkina Faso     |
| XKH  | VLXK | Aéroport Xieng Khouang | Phonsavan, Laos             |
| XKS  | CYAQ | Aéroport de Kasabonika | Kasabonika, Ontario, Canada |
| XKY  | DFCA | Aérodrome de Kaya      | Kaya, Burkina Faso          |

## XL
| AITA | OACI | Aéroport                         | Lieu                             |
| ---- | ---- | -------------------------------- | -------------------------------- |
| XLB  | CZWH | Aéroport de Lac Brochet          | Lac Brochet, Manitoba, Canada    |
| XLG  | LFPL | Aérodrome de Lognes-Émerainville | Lognes, France                   |
| XLO  |      | Aéroport de Long Xuyên           | Long Xuyên, Viêt Nam             |
| XLS  | GOSS | Aéroport de Saint-Louis          | Saint-Louis, Sénégal             |
| XLU  | DFCL | Aéroport de Léo                  | Léo, Burkina Faso                |
| XLW  | EDWD | Aérodrome de Lemwerder           | Lemwerder, Basse-Saxe, Allemagne |

## XM
| AITA | OACI | Aéroport                               | Lieu                                       |
| ---- | ---- | -------------------------------------- | ------------------------------------------ |
| XMA  |      | Aéroport de Maramag                    | Maramag, Philippines                       |
| XMC  | YMCO | Aéroport de Mallacoota                 | Mallacoota, Victoria, Australie            |
| XMD  | KMDS | Aéroport municipal de Madison          | Madison, Dakota du Sud, États-Unis         |
| XMG  | VNMN | Aéroport de Mahendranagar              | Mahendranagar, Népal                       |
| XMH  | NTGI | Aérodrome de Manihi                    | Manihi, France                             |
| XMI  | HTMI | Aéroport de Masasi                     | Masasi, Tanzanie                           |
| XML  | YMIN | Aéroport de Minlaton                   | Minlaton, Australie-Méridionale, Australie |
| XMN  | ZSAM | Aéroport international de Xiamen-Gaoqi | Xiamen, Chine                              |
| XMP  |      | Aéroport de Macmillan Pass             | Macmillan Pass, Yukon, Canada              |
| XMS  | SEMC | Aéroport de Macas                      | Macas, Équateur                            |
| XMY  | YMIN | Aérodrome de Yam Island                | Île Yam, Queensland, Australie             |

## XN
| AITA | OACI | Aéroport                                      | Lieu                           |
| ---- | ---- | --------------------------------------------- | ------------------------------ |
| XNA  | KXNA | Aéroport régional du Nord-ouest de l'Arkansas | Highfill, Arkansas, États-Unis |
| XNG  |      | Aéroport du Quảng Ngãi                        | Quảng Ngãi, Viêt Nam           |
| XNH  | ORTL | Base aérienne de Talil                        | Nassiriya, Irak                |
| XNN  | ZLXN | Aéroport de Xining Caojiabao                  | Xining, Chine                  |
| XNT  | ZBXT | Aéroport de Xingtai-Dalian                    | Xingtai, Chine                 |
| XNU  | DFON | Aéroport de Nouna                             | Nouna, Burkina Faso            |

## XO
| AITA | OACI | Aéroport | Lieu |
| ---- | ---- | -------- | ---- |

## XP
| AITA | OACI | Aéroport                      | Lieu                                  |
| ---- | ---- | ----------------------------- | ------------------------------------- |
| XPA  | DFEP | Aéroport de Pama              | Pama, Burkina Faso                    |
| XPK  | CZFG | Aéroport de Pukatawagan       | Pukatawagan, Manitoba, Canada         |
| XPL  | MHSC | Base aérienne de Soto Cano    | Comayagua, Honduras                   |
| XPP  | CZNG | Aéroport de Poplar River (en) | Poplar River, Manitoba, Canada        |
| XPR  | KIEN | Aéroport de Pine Ridge (en)   | Pine Ridge, Dakota du Sud, États-Unis |

## XQ
| AITA | OACI | Aéroport                   | Lieu                                         |
| ---- | ---- | -------------------------- | -------------------------------------------- |
| XQP  | MRQP | Aérodrome de Quépos        | Quépos, Costa Rica                           |
| XQU  |      | Aéroport de Qualicum Beach | Qualicum Beach, Colombie-Britannique, Canada |

## XR
| AITA | OACI | Aéroport                        | Lieu                                        |
| ---- | ---- | ------------------------------- | ------------------------------------------- |
| XRH  | YSRI | Base aérienne de Richmond       | Richmond, Nouvelle-Galles du Sud, Australie |
| XRQ  |      | Aéroport Xinbarag Youqi Baogede | Hulunbuir, Chine                            |
| XRR  | CYDM | Aéroport de Ross River          | Ross River, Yukon, Canada                   |
| XRY  | LEJR | Aéroport de Jerez               | Jerez de la Frontera, Espagne               |

## XS
| AITA | OACI | Aéroport                             | Lieu                                                          |
| ---- | ---- | ------------------------------------ | ------------------------------------------------------------- |
| XSB  | OMBY | Aérodrome de Sir Bani Yas (en)       | Sir Bani Yas, Émirats arabes unis                             |
| XSC  | MBSC | Aérodrome de South Caicos (en)       | South Caicos, Territoire britannique d'outre-mer, Royaume-Uni |
| XSD  | KTNX | Aérodrome de Tonopah Test Range (en) | Tonopah, Nevada, États-Unis                                   |
| XSE  | DFES | Aérodrome de Sebba                   | Sebba, Burkina Faso                                           |
| XSI  | CZSN | Aéroport de South Indian Lake (en)   | South Indian Lake, Manitoba, Canada                           |
| XSO  | RPNO | Aérodrome de Siocon National         | Siocon, Philippines                                           |
| XSP  | WSSL | Aéroport de Seletar                  | Singapour                                                     |
| XSU  | LFOD | Aérodrome de Saumur - Saint-Florent  | Saumur, France                                                |

## XT
| AITA | OACI | Aéroport                       | Lieu                                |
| ---- | ---- | ------------------------------ | ----------------------------------- |
| XTA  | KXTA | Aérodrome de Homey             | Lac Groom, Nevada, États-Unis       |
| XTG  | YTGM | Aérodrome de Thargomindah (en) | Thargomindah, Queensland, Australie |
| XTL  | CYBQ | Aérodrome du lac Tadoule (en)  | Lac Tadoule, Manitoba, Canada       |
| XTO  | YTAM | Aérodrome de Taroom (en)       | Taroom, Queensland, Australie       |
| XTR  | YTAA | Aérodrome de Tara              | Tara, Queensland, Australie         |

## XU
| AITA | OACI | Aéroport                   | Lieu          |
| ---- | ---- | -------------------------- | ------------- |
| XUZ  | ZSXZ | Aéroport de Xuzhou Guanyin | Xuzhou, Chine |

## XV
| AITA | OACI | Aéroport | Lieu |
| ---- | ---- | -------- | ---- |

## XW
| AITA | OACI | Aéroport | Lieu |
| ---- | ---- | -------- | ---- |

## XX
| AITA | OACI | Aéroport | Lieu |
| ---- | ---- | -------- | ---- |

## XY
| AITA | OACI | Aéroport                        | Lieu                                    |
| ---- | ---- | ------------------------------- | --------------------------------------- |
| XYA  | AGGY | Aéroport de Yandina             | Yandina, Îles Salomon                   |
| XYE  | VYYE | Aéroport de Ye                  | Ye, Birmanie                            |
| XYR  | AYED | Aéroport de Yellow River-Edwaki | Yellow River, Papouasie-Nouvelle-Guinée |

## XZ
| AITA | OACI | Aéroport                       | Lieu                      |
| ---- | ---- | ------------------------------ | ------------------------- |
| XZA  | DFEZ | Aéroport de Zabré              | Zabré, Burkina Faso       |
| XZB  | LFPZ | Aérodrome de Saint-Cyr-l'École | Saint-Cyr-l'École, France |